# Wassylyj Schuptar
Wassylyj Ywanowytsch Schuptar (ukrainisch Василий Иванович Шуптар, engl. Transkription Vasyl Shuptar; * 27. Januar 1991) ist ein ukrainischer Ringer. Er gewann bei der Weltmeisterschaft 2015 eine Bronzemedaille im freien Stil im Federgewicht.

## Werdegang
Wassylyj Schuptar begann 2004 mit dem Ringen. Er gehört dem Sportclub Spartak Lwow an und wird dort seit 2012 von Juri Burakow trainiert. Dabei konzentriert er sich ganz auf den freien Stil. Er ist Student und ringt seit der Saison 2014/15 auch für den SV Germania Weingarten in der deutschen Ringer-Bundesliga.
Im Jahre 2009 nahm Wassylyj Schuptar erstmals an einer internationalen Meisterschaft, nämlich der Junioren-Europameisterschaft in Tiflis teil. Er belegte dabei im Federgewicht den 8. Platz. Den gleichen Platz erreichte er auch bei der Junioren-Europameisterschaft 2010 in Samokow/Bulgarien. Bei der Junioren-Weltmeisterschaft 2011 in Bukarest musste sich Wassylyj Schuptar mit dem 18. Platz begnügen.
Einen ersten bemerkenswerten Erfolg bei einer internationalen Meisterschaft erreichte er dann im Oktober 2012, als er bei der Universitäten-Weltmeisterschaft in Kuortane/Finnland im Federgewicht den Titel gewann. Er war auch bei der Universiade 2013 in Kasan am Start und belegte dort im Federgewicht gemeinsam mit Hadschi Alijew aus Aserbaidschan hinter Bechan Goigerejew aus Russland und Behnam Ehsanpour aus dem Iran den 3. Platz. Alle drei Spitzenringer, mit denen er sich im weiteren Verlauf seiner Karriere noch öfters duellieren wird.
Im April 2014 erkämpfte sich Wassylyj Schuptar bei der Europameisterschaft in Vantaa/Finnland im Federgewicht mit Siegen über Ronny Ränäläe, Finnland und Münir Recep Aktas, Türkei, einer Niederlage gegen Hadschi Alijew und einem Sieg über Alexander Semisorow aus Deutschland eine Bronzemedaille. Bei der Weltmeisterschaft des gleichen Jahres in Taschkent kam er nach Niederlagen gegen Hadschi Alijew und Krzysztof Bienkowski aus Polen nur auf den 21. Platz.
Zum erfolgreichsten Jahr in der Laufbahn von Wassylyj Schuptar wurde dann das Jahr 2015. Zunächst kämpfte er sich bei den Europäischen Spielen in Baku, bei denen die Ringerwettbewerbe gleichzeitig als Europameisterschaft gewertet wurden, im Federgewicht nach einer Niederlage gegen Beka Lomtadse aus Georgien mit Siegen in der Trostrunde über Iwan Guidea, Rumänien und den Ex-Weltmeister Radoslaw Welikow aus Bulgarien wieder eine Bronzemedaille. Im September 2015 gewann er dann bei der Weltmeisterschaft in Las Vegas der erste Medaillengewinn bei einer Weltmeisterschaft. Er gewann dort mit Siegen über Behnam Ehsanpour, Alexander Bogomojew aus Russland und Münir Recep Aktas, einer Niederlage im Halbfinale gegen Nomin Batbold, Mongolei und einem Sieg über Bajrang Kumar aus Indien die Bronzemedaille.

## Internationale Erfolge
| Jahr | Platz | Wettbewerb                                       | Gewichtsklasse | Ergebnisse |
| 2009 | 8.    | Junioren-EM in Tiflis                            | Feder          | Sieger: Georgi Makischwili, Georgien vor Agalhüseyin Mustafejew, Aserbaidschan                                                                                                   |
| 2010 | 8.    | Junioren-EM in Samokow/Bulgarien                 | Feder          | Sieger: Anwar Gazimagomedow, Russland vor Tengis Chichischwili, Georgien |
| 2011 | 3.    | "Alexander-Medwed"-Preis in Minsk                | Feder          | hinter Shwan Bunch, USA und Bechan Goigerejew, Russland |
| 2011 | 18.   | Junioren-WM in Bukarest                          | Feder          | Sieger: Toğrul Əsgərov, Aserbaidschan vor Logan Stieber, USA |
| 2012 | 21.   | Intern. Turnier in Kiew                          | Feder          | Sieger: Ewgeni Chawilow, Ukraine vor Wassyl Fedoryschyn, Ukraine |
| 2012 | 10.   | Golden-Grand-Prix in Baku                        | Feder          | Sieger: Hadschi Alijew, Aserbaidschan vor Agahüseyin Mustafejew |
| 2012 | 1.    | Universitäten-WM in Kuortane/Finnland            | Feder          | vor Antoine Massida, Frankreich, Stefan Iwanow, Bulgarien und Münir Recep Aktas, Türkei                                                                                          |
| 2013 | 7.    | Intern. Turnier in Kiew                          | Feder          | Sieger: Rustan Ampar vor Wassili Struchkow, beide Russland |
| 2013 | 3.    | Universiade in Kasan                             | Feder          | hinter Bechan Goigerejew und Behnam Ehsanpour, Iran |
| 2013 | 5.    | "Stepan-Sargisjan"-Memorial in Vanadzor/Armenien | Feder          | Sieger: Ashot Terterjan, Armenien vor Bessik Kuduchow, Russland und Wladimer Chintschegaschwili, Georgien                                                                        |
| 2014 | 8.    | "Iwan-Yarygin"-Golden-Grand-Prix in Krasnojarsk  | Feder          | Sieger: Dschamal Otarsultanow, Russland vor Bechan Goigerejew |
| 2014 | 9.    | "Alexander-Medwed"-Preis in Minsk                | Feder          | Sieger: Sayatpek Okasew, Kasachstan vor Njurgun Skrjabin, Russland |
| 2014 | 3.    | EM in Vantaa/Finnland                            | Feder          | nach Siegen über Ronny Ränäläe, Finnland und Münir Recep Aktas, einer Niederlage gegen Hadschi Alijew und einem Sieg über Alexander Semisorow, Deutschland                       |
| 2014 | 3.    | Golden-Grand-Prix in Baku                        | Feder          | hinter Hadschi Alijew und Wladimir Dubow, Bulgarien |
| 2014 | 21.   | WM in Taschkent                                  | Feder          | nach Niederlagen gegen Hadschi Aliejew und Krzysztof Bienkowski, Polen |
| 2015 | 10.   | Takhti-Cup in Kermanshah/Iran                    | Feder          | Sieger: Behnam Ehsanpour vor Arasch Mostafa Damgesarati, beide Iran |
| 2015 | 5.    | "Alexander-Medwed"-Preis in Minsk                | Feder          | Sieger: Wolodja Frangulijan, Armenien vor Bechan Goigerejew und Wladimer Chintschegaschwili                                                                                      |
| 2015 | 3.    | EM in Baku                                       | Feder          | nach einer Niederlage gegen Beka Lomtadse, Georgen und Siegen über Iwan Guidea, Rumänien und Radoslaw Welikow, Bulgarien                                                         |
| 2015 | 3.    | WM in Las Vegas                                  | Feder          | nach siegen über Behnam Ehsanpour, Alexander Bogomojew, Russland und Münir Recep Aktas, einer Niederlage gegen Nomin Batbold, Mongolei und einem Sieg über Bajrang Kumar, Indien |

Erläuterungen
- alle Wettbewerbe im freien Stil
- WM ist Weltmeisterschaft, EM = Europameisterschaft
- Federgewicht, Gewichtsklasse bis 2013 bis 60 kg, seit 2014 bis 61 kg Körpergewicht (nur freier Stil)